# كأس النرويج 1977
كأس النرويج 1977 (بالنرويجية: Norgesmesterskapet i fotball for menn 1977)‏ هو الموسم 72 من كأس النرويج. أشرف على تنظيمه اتحاد النرويج لكرة القدم، وفاز فيه نادي ليلستروم.